# Gentiana macrophylla
Gentiana macrophylla är en gentianaväxtart som beskrevs av Pall.. Gentiana macrophylla ingår i släktet gentianor, och familjen gentianaväxter. Utöver nominatformen finns också underarten G. m. fetissowii.